# Nowoleśne Turnie

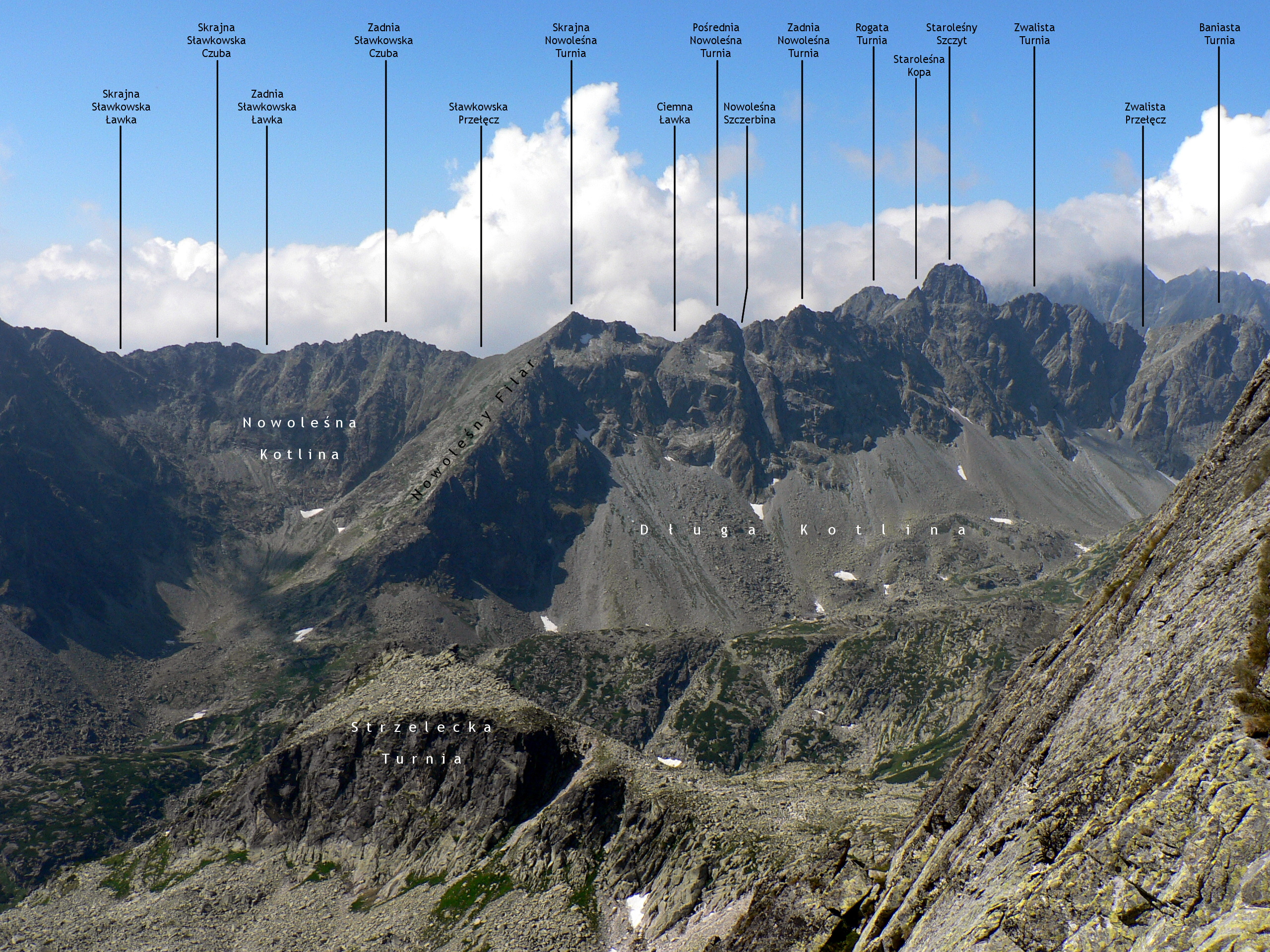
Nowoleśne Turnie wśród podpisanych obiektów

Nowoleśne Turnie (słow. Slavkovské veže, niem. Schlagendorfer Türme, węg. Szalókitornyok) – jedna z dwóch grup turni (obok Warzęchowych Turni) znajdujących się w Nowoleśnej Grani w słowackich Tatrach Wysokich. Od Warzęchowych Turni (dokładnie od Skrajnej Warzęchowej Turni) oddzielone są Usypistą Szczerbiną, a od Sławkowskiej Grani (dokładnie od Zadniej Sławkowskiej Czuby) siodłem Sławkowskiej Przełęczy. Najwyższym punktem grupy jest wierzchołek Zadniej Nowoleśnej Turni, która osiąga wysokość 2389 m n.p.m. Na żaden z obiektów nie prowadzą znakowane szlaki turystyczne.
Polska nazwa Nowoleśnych Turni pochodzi od Nowoleśnej Grani, której to nazwa wywodzi się z kolei od spiskiej wsi Nowa Leśna. Nazewnictwo słowackie, niemieckie i węgierskie wiąże się z pobliskim Sławkowskim Szczytem.
Obiekty w grupie Nowoleśnych Turni począwszy od Usypistej Szczerbiny:
- Zadnia Nowoleśna Turnia (Západná Slavkovská veža),
- Nowoleśna Szczerbina (Novolesnianska štrbina),
- Pośrednia Nowoleśna Turnia (Prostredná Slavkovská veža),
- Ciemna Ławka (Tmavá lávka),
- Skrajna Nowoleśna Turnia (Východná Slavkovská veža).